# Trnčina
Trnčina är ett samhälle i Bosnien och Hercegovina.   Det ligger i entiteten Federationen Bosnien och Hercegovina, i den södra delen av landet, 110 km söder om huvudstaden Sarajevo. Trnčina ligger 542 meter över havet och antalet invånare är 272.
Terrängen runt Trnčina är kuperad. Runt Trnčina är det ganska tätbefolkat, med 93 invånare per kvadratkilometer.. Närmaste större samhälle är Ljubinje, 15,3 km nordost om Trnčina. 
Omgivningarna runt Trnčina är en mosaik av jordbruksmark och naturlig växtlighet.